# Аль

На рисунке выделен артикль аль в составе слова аль-Бахрайн — арабского названия государства Бахрейн

Аль (также передаётся в русской транскрипции как эль, ال‎) — определённый артикль в арабском языке. «Аль» не является отдельным словом и всегда пишется слитно со следующим словом, как показано на иллюстрации; однако он не является и неотъемлемой частью этого слова. Не путать с арабским словом «Аль» (араб. آل‎), которое произносится с долгим «а» и означает «семья» (например Аль Шейх — «семейство Шейха»).

## Грамматика
Слово без артикля аль находится в неопределённом состоянии; отдельного неопределённого артикля в арабском языке нет. В отличие от использования артиклей во многих европейских языках, согласованные определения к слову с артиклем аль также пишутся с артиклем, например: كتاب‎ китаб «книга», الكتاب‎ аль-китаб «(эта) книга», كتاب كبير‎ китаб кабир «большая книга», الكتاب الكبير‎ аль-китаб аль-кабир «(эта) большая книга». Такие же правила употребления определённого артикля существуют в иврите — ещё одном языке семитской семьи.

## Фонетика
В арабском языке существуют особые правила произношения артикля аль. Когда первая буква слова, к которому присоединяется артикль, относится к 14 «солнечным» буквам (та, са, даль, заль, ра, зай, син, шин, сад, дад, та, за, лям, нун), то звук ль в артикле ассимилируется — вместо него произносится первый звук определяемого слова. Например: شمس‎ шамс «солнце», الشمس‎ аш-шамс «(это) солнце». На письме ассимиляция отражается огласовкой шадда над первой буквой определяемого слова. Остальные 14 букв арабского алфавита (алиф, ба, джим, ха, ха, `айн, гайн, фа, каф, каф, мим, ха, вав, йа) называются «лунными», и не вызывают ассимиляции артикля аль. Например: قمر‎ камар «луна», القمر‎ аль-камар «(эта) луна». Названия «солнечных» и «лунных» букв, как показано в примерах, происходят от произношения артикля аль в словах «солнце» и «луна», начинающихся соответственно с букв «шин» (солнечная) и «каф» (лунная).
|   | ﺱ | ﺯ | ﺭ | ﺫ | ﺩ | ﺙ | ﺕ |
| ﻥ | ﻝ | ﻅ | ﻁ | ﺽ | ﺹ | ﺵ |   |
|   |   |   |   |   |   |   |   |
|   | ﻍ | ﻉ | ﺥ | ﺡ | ﺝ | ﺏ | ا |
| ﻱ | ﻭ | ه | ﻡ | ﻙ | ﻕ | ﻑ |   |

Кроме того, звук а в составе артикля произносится только после паузы (например, в начале фразы) или после согласного звука (когда им оканчивается предыдущее слово). После гласных звук а в артикле не произносится (происходит сандхи), и тем самым он редуцируется до ль. Например, в классическом арабском языке, в котором произносятся гласные окончания существительных, указывающие на их падеж, приведённый выше пример (الكتاب الكبير‎) произносится как аль-китабу ль-кабир. В частности, это влияет на транслитерацию и произношение арабских имён, содержащих внутри себя имя или эпитеты Аллаха. Так, имя Абдулла (عبد الله‎, «раб Аллаха»), если падежные окончания существительных не произносятся, принимает вид Абд-Аллах; имя Абдуррахман (عبد الرحمان‎, «раб Милостивого») в этом случае принимает вид Абд ар-Рахман. В различных методиках транслитерации арабских имён используется как первый, так и второй из указанных способов. Иногда при транслитерации не учитывается ассимиляция артикля аль, и тогда последнее имя записывается в виде Абд аль-Рахман, или даже Абдуль-Рахман, что грамматически неверно, потому что артикль здесь определяет слово رحمان‎ рахман «милостивый», а не слово عبد‎ абд «раб».
Согласно правилам практической транскрипции на русский язык гласный артикля, если он произносится, передаётся как «э»: эль-. Это правило всегда соблюдается в географических названиях, однако в именах людей обычно пишется «а». Также обязательно передаётся ассимиляция согласных. В середине имён собственных артикль всегда пишется с маленькой буквы: Абу-эн-Нумрус, Абд аль-Джаббар.

## Орфография
Слитные предлоги (بـ‎ би «посредством», لـ‎ ли «для» и др.) пишутся перед артиклем аль; в результате артикль оказывается в середине слова. После предлога ли к тому же опускается алиф в составе артикля аль. Например: بالكتاب الكبير‎ би-ль-китаби ль-кабир «(этой) большой книгой», للكتاب الكبير‎ ли-ль-китаби ль-кабир «для (этой) большой книги».

## Этимология
По одной из гипотез, определённые артикли в арабском языке (الـ‎ аль) и иврите (-ה‎ ха) восходят к общесемитскому определённому артиклю *халь (هلـ‎ = -הל‎). В поддержку этой теории говорит то, что указательное местоимение هذا‎ хаза «этот», сочетаясь со словом с определённым артиклем, сокращается в произношении в некоторых диалектах современного разговорного арабского языка: هذا البيت‎ хаза ль-байт «этот дом» → هلبيت‎ халь-байт.
По другой гипотезе, арабский и еврейский определённые артикли восходят к двум разным указательным местоимениям. Подтверждением этого является то, что в арамейском языке ха является указательным местоимением.

## Использование в прозвищах
Одним из компонентов арабского имени является прозвище (нисба), даваемое по занятию человека или региону, откуда он родом. Нисба всегда начинается с артикля аль, например: محمد بن موسى الخوارزمي‎ мухаммад ибн муса аль-хуваризмий «Мухаммед, сын Мусы, из Хорезма»; صدام حسين التكريتي‎ саддам хусайн ат-тикритий «Саддам Хусейн из Тикрита».

## Сохранение в заимствованиях
Часто при заимствовании слов из арабского языка у них сохраняется артикль. В русском языке мягкость звука ль в составе этого артикля часто теряется (алгебра, алгоритм, алхимия, алкоголь, Алголь) — это свидетельствует о том, что заимствование велось не напрямую из арабского языка, а через промежуточные языки, в которых мягкость согласных не имеет фонематического значения.
Ассимиляция звука ль при заимствовании в одних случаях сохраняется (напр., азимут от ас-сумут), в других случаях теряется (напр., Альтаир от ат-та’ир).
В отдельных случаях одно арабское слово может быть заимствовано в двух вариантах — с артиклем и без, причём за этими двумя вариантами закрепляется различное значение. Например, во многих европейских языках щёлочь называется словом alkali; это когнат русского слова калий, при заимствовании которого приставка аль была отброшена. Другой пример — слова химия и алхимия: хотя об их этимологии нет единого мнения, не вызывает сомнения то, что они образованы от общего корня.

## Диалектные различия
В арабском диалекте Персидского залива артикль ال произносится как иль, /(ʕ)ɪl/, а перед солнечными буквами — /ɪ/. Также встречается диалектное написание определённого артикля как ام (ам-).